# Liste der politischen Parteien in Polen
Diese Liste beinhaltet einen Teil der gegenwärtig registrierten 87 polnischen Parteien (Stand 2021), sowie die Parteilosen Selbstverwalter. Die aktuell im Sejm, dem Senat oder der EU vertretenen Parteien befindet sich unter dem Abschnitt Parlamentarische Parteien.

## Parlamentarische Parteien
| Koalition                            | Partei                             | Ideologie                                                                                 | Ausrichtung             | Sejm | Senat | EU |
| ------------------------------------ | ---------------------------------- | ----------------------------------------------------------------------------------------- | ----------------------- | ---- | ----- | -- |
| Zjednoczona Prawica (ZP)             | Prawo i Sprawiedliwość (PiS)       | Nationalkonservatismus, Rechtspopulismus, Staatsinterventionismus, EU-Skepsis             | Rechts                  | 181  | 30    | 20 |
| ZP                                   | OdNowa RP (ON RP)                  | Konservatismus, Pro-Europäismus                                                           | Mitte-rechts            | 5    | 0     | 0  |
| Koalicja Obywatelska (KO)            | Platforma Obywatelska              | Christdemokratie, Wirtschaftsliberalismus, Catch-all-Partei, Pro-Europäismus              | Mitte-rechts            | 127  | 36    | 17 |
| KO                                   | .Nowoczesna (.N)                   | Liberalismus, Neoliberalismus, Sozialliberalismus, Pro-Europäismus                        | Mitte bis mitte-rechts  | 6    | 0     | 0  |
| KO                                   | Inicjatywa Polska (iPL)            | Sozialdemokratie, Feminismus, Progressivismus, Pro-Europäismus                            | Mitte-links             | 4    | 0     | 1  |
| KO                                   | Zieloni                            | Grüne Politik, Feminismus, Progressivismus, Pro-Europäismus                               | Mitte-links             | 3    | 0     | 0  |
| KO                                   | Tak! Dla Polski (T!DPL)            | Regionalismus, Dezentralisierung, Progressivismus, Pro-Europäismus                        | Mitte-links             | 1    | 1     | 0  |
| KO                                   | AGROunia (AU)                      | Agrarsozialismus, Katholischer Sozialismus, Ökonomischer Nationalismus, Dezentralisierung | Links                   | 1    | 0     | 0  |
| Trzecia Droga (TD)                   | Polska 2050 (PL2050)               | Christdemokratie, Liberalismus, Zentrismus, Grüne Politik, Pro-Europäismus                | Mitte bis mitte-rechts  | 33   | 5     | 1  |
| TD                                   | Polskie Stronnictwo Ludowe (PSL)   | Christdemokratie, Sozialkonservatismus, Agrarpolitik, Pro-Europäismus                     | Mitte-rechts            | 28   | 4     | 2  |
| TD                                   | Centrum dla Polski (CdP)           | Christdemokratie, Konservatismus, Pro-Europäismus                                         | Mitte-rechts bis rechts | 3    | 1     | 0  |
| TD                                   | Unia Europejskich Demokratów (UED) | Liberaler Konservatismus, Sozialliberalismus, Europäischer Föderalismus, Pro-Europäismus  | Mitte bis mitte-rechts  | 0    | 1     | 0  |
| Lewica                               | Nowa Lewica (NL)                   | Sozialdemokratie, Feminismus, Progressivismus, Pro-Europäismus                            | Mitte-links             | 18   | 5     | 3  |
| Lewica                               | Polska Partia Socjalistyczna (PPS) | Demokratischer Sozialismus, Patriotismus, Pro-Europäismus                                 | Links                   | 0    | 1     | 0  |
| Lewica                               | Unia Pracy (UP)                    | Sozialdemokratie, Progressivismus, Pro-Europäismus                                        | Mitte-links             | 0    | 1     | 0  |
| Konfederacja Wolność i Niepodległość | Nowa Nadzieja (NN)                 | Rechtslibertarismus, Rechtspopulismus, Konservatismus, EU-Skepsis                         | Rechts bis rechtsextrem | 8    | 0     | 3  |
| Konfederacja                         | Ruch Narodowy (RN)                 | Rechtsextremismus, Ultranationalismus, Ökonomischer Nationalismus, EU-Skepsis             | Rechtsextrem            | 7    | 0     | 2  |
| Konfederacja                         | Konfederacja Korony Polskiej (KKP) | Rechtsextremismus, Monarchismus, Polnischer Nationalismus, EU-Skepsis                     | Rechtsextrem            | 3    | 0     | 1  |
| Wolni Republikanie (WR)              | Kukiz'15 (K'15)                    | Konservatismus, Direkte Demokratie, Populismus                                            | Rechts                  | 3    | 0     | 0  |
| WR                                   | Wolność i Dobrobyt (WiD)           | Agrarismus, Rechtspopulismus, Nationalkonservatismus, EU-Skepsis                          | Rechts                  | 1    | 0     | 0  |
| Partia Razem                         | Partia Razem (Razem)               | Demokratischer Sozialismus, Progressivismus, Pro-Europäismus                              | Mitte-links bis links   | 5    | 0     | 0  |

## Liste
- BS: Parteilose Selbstverwalter (polnisch: Bezpartyjni Samorządowcy)
- DB: Direkte Demokratie (pl: Demokracja Bezpośrednia)
- iPL: Polnische Initiative (pl: Inicjatywa Polska)
- KKP: Konföderation der polnischen Krone (pl: Konfederacja Korony Polskiej)
- KNP: Kongress der neuen Rechten (pl: Kongres Nowej Prawicy)
- Konfederacja: Konföderation der Freiheit und Unabhängigkeit (pl: Konfederacja Wolność i Niepodległość)
- KORWiN: Koalition der Erneuerung der Republik Freiheit und Hoffnung (pl: Koalicja Odnowy Rzeczypospolitej Wolność i Nadzieja)
- KPP: Kommunistische Partei Polens (pl: Komunistyczna Partia Polski)
- KPEiR: Landesweite Partei der Pensionäre und Rentner (pl: Krajowa Partia Emerytów i Rencistów)
- K’15: Kukiz-Bewegung (pl: Ruch Kukiza)
- LPR: Liga polnischer Familien (pl: Liga Polskich Rodzin)
- NOP: Nationale Wiedergeburt Polens (pl: Narodowe Odrodzenie Polski)
- .N: Moderne (pl: Nowoczesna)
- Piast: Partei Piast (pl: Stronnictwo Piast)
- PiS: Recht und Gerechtigkeit (pl: Prawo i Sprawiedliwość)
- PK: Partei der Kraftfahrer (pl: Partia Kierowców)
- PL: Polnische Linke (pl: Polska Lewica)
- PO: Bürgerplattform (pl: Platforma Obywatelska)
- PJJ: Polska Jest Jedna
- Porozumienie: Verständigung (pl: Porozumienie)
- PPS: Polnische Sozialistische Partei (pl: Polska Partia Socjalistyczna)
- PSL: Polnische Volkspartei (pl: Polskie Stronnictwo Ludowe)
- Prawica RP: Die Rechte der Republik (pl: Prawica Rzeczypospolitej)
- Razem: Linke Gemeinsam (pl: Lewica Razem)
- RKN: Katholisch-Nationale Bewegung (pl: Ruch Katolicko-Narodowy)
- RN: Nationale Bewegung (pl: Ruch Narodowy)
- RPE: Bewegung echtes Europa - Europa Christi (pl: Ruch Prawdziwa Europa – Europa Christi)
- Samoobrona: Selbstverteidigung (pl: Samoobrona)
- SD: Demokratische Partei (pl: Stronnictwo Demokratyczne)
- SDPL: Sozialdemokratie Polens (pl: Socjaldemokracja Polska)
- Skuteczni: Die Wirksamen (pl: Skuteczni)
- SLD: Neue Linke (pl: Nowa Lewica)
- SP: Solidarisches Polen (pl: Solidarna Polska)
- TR: Deine Bewegung (pl: Twój Ruch)
- UED: Union der europäischen Demokraten (pl: Unia Europejskich Demokratów)
- UPR: Union der Realpolitik (pl: Unia Polityki Realnej)
- UP: Arbeitsunion (pl: Unia Pracy)
- ZCHR: Vereinigung christlicher Familien (pl: Zjednoczenie Chrześcijańskich Rodzin)
- Zieloni: Die Grünen (pl: Partia Zieloni)